# برایان آلافیلیپ
برایان آلافیلیپ (فرانسوی: Bryan Alaphilippe‎؛ زادهٔ ۱۷ اوت ۱۹۹۵ ‏(۲۹ سال)) دوچرخه‌سوار اهل فرانسه است.
از باشگاه‌هایی که در آن رکاب زده‌است می‌توان به تیم دوچرخه‌سواری آرمی دو تر اشاره کرد.